# شهرستان رولت (داکوتای شمالی)
شهرستان رولت، داکوتای شمالی (به انگلیسی: Rolette County, North Dakota) یک سکونتگاه مسکونی در ایالات متحده آمریکا است که در داکوتای شمالی واقع شده‌است.

## خصوصیات
شهرستان رولت ۲٬۴۳۲٫۰۱ کیلومترمربع مساحت دارد.